# Nizina Szczecińska
Nizina Szczecińska – kraina geograficzna obejmująca część Pobrzeża Szczecińskiego, regionu geomorfologicznego w północno-zachodniej części Polski, położonego nad Zalewem Szczecińskim.
Rzeźba terenu Niziny Szczecińskiej ukształtowana jest przede wszystkim przez niszczącą i budującą działalność lądolodu w okresie plejstocenu. Występują tutaj wzgórza morenowe, drumliny, ozy, kemy, doliny rzeczne. Stosunkowo mało spotyka się tutaj jezior. Głównymi zbiornikami słodkiej wody są rynnowe Miedwie i deltowe jezioro Dąbie. Część krajobrazu niziny stanowi również szeroka dolina rzeki Odry z licznymi odnogami (delta). Na Nizinie Szczecińskiej przeważają gleby bielicowe i brunatne, w dolinach rzek podłoże stanowią żyzne mady.
Roślinność naturalna to bory sosnowe i mieszane, a w dolinach rzek roślinność bagienna. Klimat łagodny, o wyraźnych wpływach morskich (Bałtyku), średnia temperatura lipca wynosi 17 °C, zaś stycznia –1 °C. Opady roczne utrzymują się na średnim poziomie 500–600 mm. Jedynymi surowcami mineralnymi są niewielkie złoża ropy naftowej i gazu ziemnego oraz powszechne piaski, żwiry i iły. Do surowców naturalnych zalicza się również drewno, pozyskiwane w dużych ilościach na obszarze Puszczy Goleniowskiej.
Nizina Szczecińska, z wyjątkiem obszaru aglomeracji miasta Szczecina jest terenem słabo zaludnionym. Największe miasta to Szczecin, Stargard, Świnoujście, Police, Goleniów, Gryfino. Rozwija się tutaj przemysł elektromaszynowy, spożywczy, metalurgiczny, drzewny. Do ważnych dziedzin gospodarki zalicza się również rybołówstwo. W Szczecinie i położonym nad Bałtykiem Świnoujściu oraz w Policach, Trzebieży, Nowym Warpnie i Stepnicy funkcjonują porty morskie.